# Andrena lupinorum
Andrena lupinorum là một loài Hymenoptera trong họ Andrenidae. Loài này được Cockerell mô tả khoa học năm 1906.

## Hình ảnh

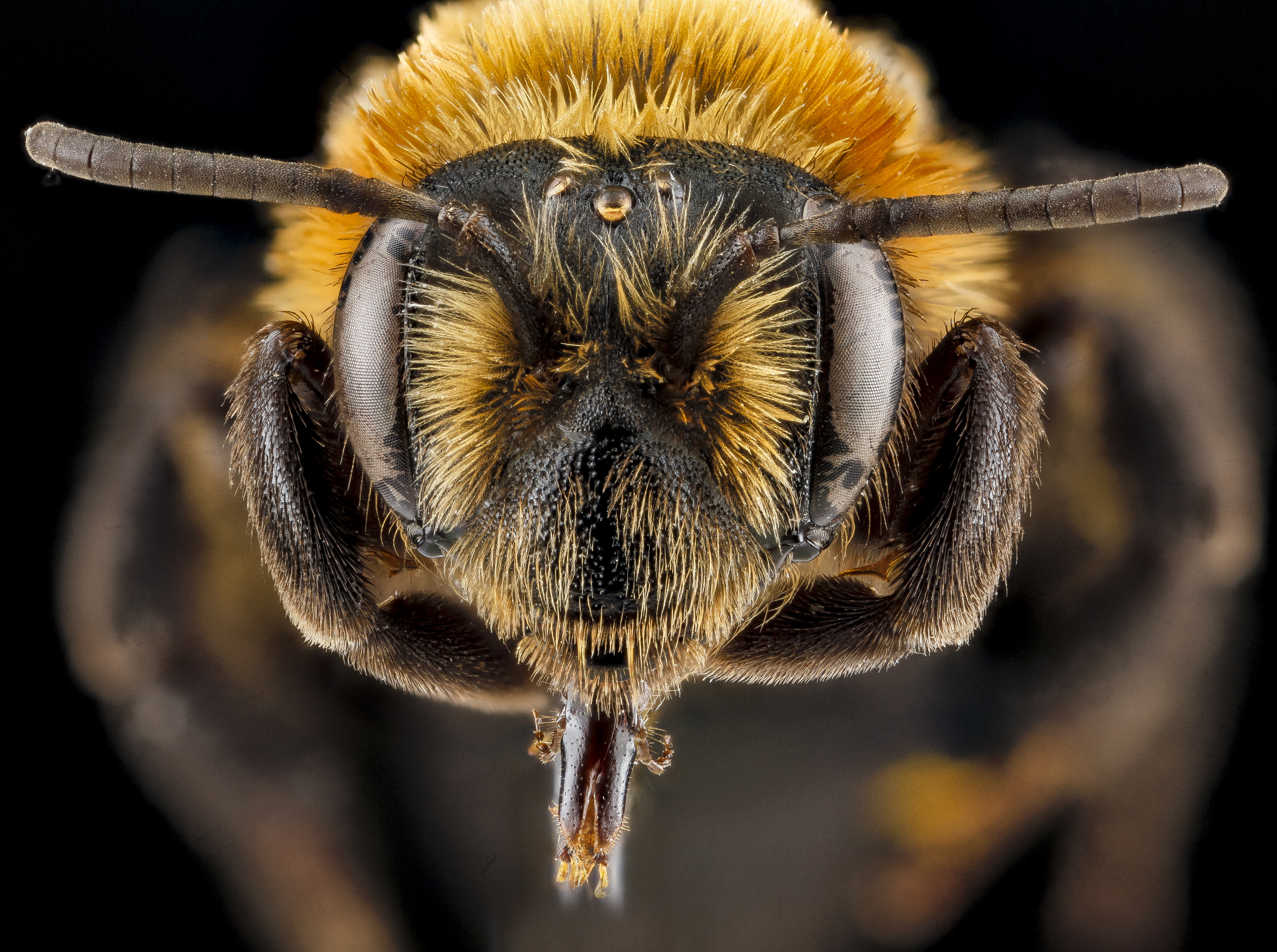